# سودهیر پاندی
سودهیر پاندی (انگلیسی: Sudhir Pandey؛ زادهٔ ۲۲ دسامبر ۱۹۴۶) هنرپیشه سینما اهل هند است.

## گزیده فیلمشناسی
از فیلم‌ها یا برنامه‌های تلویزیونی که وی در آن نقش داشته است می‌توان به گورو، پادشاه بی‌نام، توالت: یک داستان عاشقانه، مسبب، دریچه دل، قرض، مأموریت رانیگانج، فساد اداری و پدمن اشاره کرد.